# Hans Seidel (Ökonom)
Hans Seidel (* 14. Oktober 1922 in Wien; † 1. September 2015 ebenda) war ein österreichischer Wirtschaftswissenschaftler und Wirtschaftshistoriker.

## Leben
Hans Seidel studierte an der Hochschule für Welthandel in Wien. Von 1946 bis 1980 war Hans Seidel am Österreichischen Institut für Wirtschaftsforschung (WIFO) tätig. Zuerst war er ab 1946 wissenschaftlicher Referent, 1947 wissenschaftlicher Redakteur und Koordinator, ab 1962 stellvertretender Leiter und von 1973 bis 1980 Leiter des Instituts. Seidel war dem WIFO anschließend als Consulent verbunden und erhielt 2006 die Ehrenmitgliedschaft. 1957 absolvierte Seidel einen Studienaufenthalt beim Internationalen Währungsfonds in Washington.
Von 1981 bis 1983 war Seidel Staatssekretär im Bundesministerium für Finanzen, 1984 bis 1990 Leiter des Instituts für Höhere Studien (IHS), von 1985 bis 1989 war er Österreichischer Vertreter im Economic Policy Committee der OECD, von 1986 bis 1989 Vorsitzender des Economic Committee der EFTA. Weiters war Hans Seidel Honorarprofessor der Universität Wien.
In seinen Arbeiten zur empirischen Wirtschaftsforschung behandelte er die Themen Konjunkturforschung, Regionalforschung, Industriepolitik, Finanzpolitik und Wirtschaftsgeschichte. Seine Artikel sind in den Publikationen von WIFO und IHS sowie in Fachzeitschriften und Fachbüchern erschienen.
Hans Seidel war verheiratet und Vater einer Tochter. Er wurde am Friedhof der Feuerhalle Simmering bestattet (Abt. 8, Ring 3, Gruppe 6, Nr. 46).

## Schriften
- Österreichs Wirtschaft und Wirtschaftspolitik nach dem Zweiten Weltkrieg. Manz, Wien 2005, ISBN 3-214-00296-1